# Comuna Polohî, Teplîk
Polohî (în ucraineană Пологи) este o comună în raionul Teplîk, regiunea Vinnița, Ucraina, formată din satele Lozovata și Polohî (reședința).

## Demografie
Componența lingvistică a satului Polohî
     Ucraineană (97,7%)
     Alte limbi (1,09%)
Conform recensământului din 2001, majoritatea populației satului Polohî era vorbitoare de ucraineană (97,7%), existând în minoritate și vorbitori de alte limbi.